# Aphra Behn
Aphra Behn (ur. 10 lipca 1640 w Wye, zm. 16 kwietnia 1689) – angielska pisarka, poetka i autorka dramatyczna.

## Życiorys
Była jedną z pierwszych powszechnie znanych wysoko cenionych i wpływowych angielskich literatek. Tworzyła w epoce restauracji monarchii, czyli początkowej fazie oświecenia, bezpośrednio po wojnie domowej. Wiadomości o jej życiu, zwłaszcza prywatnym są niepewne. Używała nazwiska męża, który najprawdopodobniej był holenderskim kupcem. Po jego śmierci znalazła się w bardzo trudnej sytuacji finansowej. Wykonywała nawet misje wywiadowcze dla króla Karola II, który jednak nie był skłonny do wypłacenia jej obiecanego wynagrodzenia. W roku 1668 Aphra Behn znalazła się w więzieniu za długi. Okoliczności jej zwolnienia nie są jasne. Pewne jest jednak, ze pisarka postanowiła nie być już odtąd od nikogo zależna. Oddała się pracy literackiej, a w szczególności pisaniu dla londyńskiej sceny. Po reaktywacji teatrów, zamkniętych za rządów purytanów, przedstawienia były jedną z najpopularniejszych rozrywek, a dostarczanie tekstów okazało się dochodowym zajęciem. Twórczość dramatopisarska zapewniła autorce bezpieczeństwo finansowe i pozwoliła jej żyć z literatury.
Najbardziej znanym dziełem Aphry Behn jest krótka powieść Oroonoko z 1688 roku. Utwór ten opowiada o księciu, który stał się niewolnikiem. Przy pisaniu tej książki Aphra Behn wykorzystała zapewne opowieści zasłyszane w trakcie pobytu w Surinamie w latach 1663-1664. Niezależnie od wartości artystycznej, Oroonoko odegrał bardzo ważną rolę, podobną do tej, jaka w XIX wieku przypadła w udziale Chacie wuja Toma Harriet Beecher Stowe, będąc pierwszą powieścią, budzącą sympatię dla niewolników, wykorzystywanych wtedy na masową skalę we wszystkich koloniach.

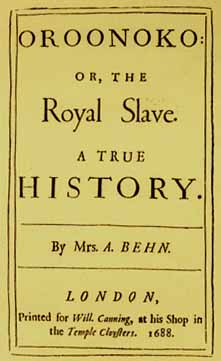
Strona tytułowa pierwszego wydania powieści Oroonoko z roku 1688